# یو آسای
یو آسای (انگلیسی: Yu Asai؛ زادهٔ ۸ ژانویهٔ ۱۹۹۶) بازیکن هاکی روی چمن زن اهل ژاپن است.